# 江蓠目
江蓠目（学名：Gracilariales）为真红藻纲的一个目。

## 下级分类
本目包括以下科：
- 江蓠科 Gracilariaceae
- Pterocladiophilaceae